# Départ groupé masculin de biathlon aux Jeux olympiques de 2022
Navigation
Pyeongchang 2018 Milan-Cortina 2026
L'épreuve masculine de Mass Start 15 km de biathlon aux Jeux olympiques de 2022 a lieu le 18 février 2022 au Centre de ski nordique et de biathlon de Guyangshu.
De loin le plus rapide sur la piste du centre national de biathlon de Zhangjiakou, Johannes Thingnes Bø fait quasiment toute la course en tête, nullement troublé par quatre erreurs au tir (une au premier couché, une autre au premier debout, et deux au dernier debout), s'imposant avec une avance de 40 secondes sur  Martin Ponsiluoma et plus d'une minute sur son compatriote Vetle Sjåstad Christiansen. Il remporte son quatrième titre à Pékin, égalant le record de son prédécesseur norvégien Ole Einar Bjørndalen à Salt Lake City en 2002 mais il n'y avait que quatre épreuves au programme lors de ces Jeux disputés dans l'Utah. Ainsi, Bø monte sur son cinquième podium à Pékin, un record en biathlon aux Jeux olympiques d'hiver, partagé sur ces mêmes Jeux de Pékin par sa compatriote Marte Olsbu Røiseland et Quentin Fillon Maillet. Ce dernier est encore en course pour la victoire ou le podium quand il arrive au dernier tir debout, loin de Johannes Bø. Voyant le Norvégien partir tourner deux fois sur l'anneau de pénalité, le Français, qui « avait le Grand Chelem en tête » et se retrouve « submergé par ses émotions » selon ses propos, n'en profite pas et craque, manquant ses trois premières cibles. Il termine quatrième. 

## Médaillés
| Or                         | Argent                  | Bronze                           |
| Johannes Thingnes Bø (NOR) | Martin Ponsiluoma (SWE) | Vetle Sjåstad Christiansen (NOR) |

## Résultats
Légende : C - Couché ; D - Debout
Le départ de la course est donné à 17 h 00 
| Rang                                | Dossard | Non                        | Nationalité | Pénalités (C+C+D+D) | Temps         | Écart         |
| ----------------------------------- | ------- | -------------------------- | ----------- | ------------------- | ------------- | ------------- |
| Médaille d'or, Jeux olympiques      | 2       | Johannes Thingnes Bø       | Norvège     | 4 (1+0+1+2)         | 38 min 14 s 4 | —             |
| Médaille d'argent, Jeux olympiques  | 18      | Martin Ponsiluoma          | Suède       | 2 (1+0+0+1)         | 38 min 54 s 7 | +40 s 3       |
| Médaille de bronze, Jeux olympiques | 8       | Vetle Sjåstad Christiansen | Norvège     | 3 (2+0+1+0)         | 39 min 26 s 9 | +1 min 12 s 5 |
| 4                                   | 1       | Quentin Fillon Maillet     | France      | 5 (1+1+0+3)         | 39 min 40 s 0 | +1 min 25 s 6 |
| 5                                   | 23      | Dominik Windisch           | Italie      | 3 (0+2+1+0)         | 39 min 52 s 8 | +1 min 38 s 4 |
| 6                                   | 9       | Sturla Holm Lægreid        | Norvège     | 5 (1+2+1+1)         | 40 min 00 s 5 | +1 min 46 s 1 |
| 7                                   | 26      | Simon Eder                 | Autriche    | 2 (2+0+0+0)         | 40 min 10 s 8 | +1 min 56 s 4 |
| 8                                   | 12      | Benedikt Doll              | Allemagne   | 6 (0+0+2+4)         | 40 min 45 s 8 | +2 min 31 s 4 |
| 9                                   | 14      | Tero Seppälä               | Finlande    | 5 (1+0+2+2)         | 40 min 47 s 1 | +2 min 32 s 7 |
| 10                                  | 15      | Johannes Kühn              | Allemagne   | 5 (1+0+2+2)         | 40 min 52 s 7 | +2 min 38 s 3 |
| 11                                  | 7       | Sebastian Samuelsson       | Suède       | 4 (0+0+1+3)         | 41 min 01 s 0 | +2 min 46 s 6 |
| 12                                  | 4       | Tarjei Bø                  | Norvège     | 4 (0+1+2+1)         | 41 min 01 s 8 | +2 min 47 s 4 |
| 13                                  | 25      | Christian Gow              | Canada      | 3 (0+0+0+3)         | 41 min 02 s 5 | +2 min 48 s 1 |
| 14                                  | 17      | Roman Rees                 | Allemagne   | 3 (0+0+1+2)         | 41 min 05 s 2 | +2 min 50 s 8 |
| 15                                  | 10      | Alexander Loginov          | ROC         | 7 (2+0+2+3)         | 41 min 06 s 2 | +2 min 51 s 8 |
| 16                                  | 11      | Simon Desthieux            | France      | 5 (1+2+1+1)         | 41 min 11 s 4 | +2 min 57 s 0 |
| 17                                  | 3       | Anton Smolski              | Biélorussie | 4 (1+1+0+2)         | 41 min 22 s 3 | +3 min 07 s 9 |
| 18                                  | 29      | Jules Burnotte             | Canada      | 5 (2+1+1+1)         | 41 min 35 s 0 | +3 min 20 s 6 |
| 19                                  | 5       | Eduard Latypov             | ROC         | 7 (1+3+1+2)         | 41 min 35 s 4 | +3 min 21 s 0 |
| 20                                  | 16      | Maxim Tsvetkov             | ROC         | 6 (1+1+2+2)         | 41 min 37 s 7 | +3 min 23 s 3 |
| 21                                  | 28      | Michal Krčmář              | Tchéquie    | 5 (0+1+1+3)         | 41 min 54 s 9 | +3 min 40 s 5 |
| 22                                  | 6       | Émilien Jacquelin          | France      | 5 (2+1+0+2)         | 42 min 08 s 7 | +3 min 54 s 3 |
| 23                                  | 27      | Philipp Nawrath            | Allemagne   | 7 (0+0+3+4)         | 42 min 10 s 1 | +3 min 55 s 7 |
| 24                                  | 20      | Dmytro Pidruchnyi          | Ukraine     | 7 (0+3+2+2)         | 42 min 16 s 2 | +4 min 01 s 8 |
| 25                                  | 21      | Scott Gow                  | Canada      | 7 (0+4+2+1)         | 42 min 17 s 6 | +4 min 03 s 2 |
| 26                                  | 13      | Fabien Claude              | France      | 5 (1+2+1+1)         | 42 min 49 s 8 | +4 min 35 s 4 |
| 27                                  | 19      | Lukas Hofer                | Italie      | 6 (1+1+2+2)         | 42 min 58 s 8 | +4 min 44 s 4 |
| 28                                  | 24      | Artem Pryma                | Ukraine     | 7 (2+1+3+1)         | 43 min 12 s 6 | +4 min 58 s 2 |
| 29                                  | 22      | Felix Leitner              | Autriche    | 7 (2+1+2+2)         | 43 min 37 s 9 | +5 min 23 s 5 |
| 30                                  | 30      | Cheng Fangming             | Chine       | 4 (4+0+0+0)         | 44 min 26 s 8 | +6 min 12 s 4 |